# Округ Жарновица
Округ Жарновица (слч. Okres Žarnovica) округ је у Банскобистричком крају, у Словачкој Републици. Административно средиште округа је град Жарновица.

## Географија
Налази се у западном дијелу Банскобистричког краја.
Граничи:
- на сјеверу је Тренчински крај,
- источно Округ Жјар над Хроном и Округ Банска Штјавњица,
- западно и јужно Њитрански крај.

Клима је умјерено континентална.

## Становништво
| Година:    | 1994.  | 2004.   | 2014.   | 2024.   |
| ---------- | ------ | ------- | ------- | ------- |
| Број људи: | 27 920 | 27 381  | 26 732  | 24 463  |
| Разлика:   |        | -1,93 % | -2,37 % | -8,48 % |

| Година:    | 2023.  | 2024.   |
| ---------- | ------ | ------- |
| Број људи: | 24 668 | 24 463  |
| Разлика:   |        | -0,83 % |

Према подацима о броју становника из 2011. године округ је имао 27.026 становника. Словаци чине 90,29% становништва.
| Етнички састав (2011)‍ | Етнички састав (2011)‍ | Етнички састав (2011)‍ | Етнички састав (2011)‍ | Етнички састав (2011)‍ |
| --------------------- | --------------------- | --------------------- | --------------------- | --------------------- |
|                       |                       |                       |                       |                       |
| Словаци               | Словаци               |                       | 0                     | 90,29%                |
| Роми                  | Роми                  |                       | 0                     | 0,45%                 |
| остали, непознато     | остали, непознато     |                       | 0                     | 9,26%                 |

## Насеља
У округу се налази два града и 16 насељених мјеста. Градови су Жарновица и Нова Бања.